# مانی‌پولیته
مانی‌ پولیه (تلفظ [ˈmaːni puˈliːte] یعنی دستان پاک)، یک بازرسی قضایی سراسری در ایتالیای ابتدای دههٔ ۱۹۹۰ میلادی بود که برای کشف فساد در این کشور انجام شد که منجر به سقوط دولت خودخوانده «جمهوری اول» و ازمیان‌رفتن بسیاری از احزاب سیاسی ایتالیا شد. برخی از سیاستمداران و صنعت‌گران، پس از افشای جنایات خود، دست به خودکشی زدند. آنتونیو دی پیترو، شخصیت اصلی قضایی مسئول بازرسی‌ها بود.
در برخی گزارش‌ها، حدود ۵٫۰۰۰ شخصیت مورد سوء ظن قرار گرفتند. در یک برهه، بیش از نیمی از اعضای مجلس ایتالیا مورد کیفرخواست قرار گرفتند، در حالی که بیش از ۴۰۰ شورای شهر به دلیل اتهام فساد، منحل شدند. ارزش تخمینی رشوه‌هایی که در دهه ۱۹۸۰ توسط شرکت‌های ایتالیایی و خارجی (برای برنده‌شدن در مناقصه‌های بزرگ دولتی) پرداخت شده‌بود، به ۴ میلیارد دلار آمریکا (۶٫۵ تریلیون لیره) رسیده‌بود.
گروه فاسدی که در بازر‌سی‌ها کشف شد، به عنوان تَنجِنتُپُلی نامیده‌شد.  این اصطلاح از واژه ایتالیایی tangente مشتق شده است که به معنای رشوه دوطرفه است، و در این مورد به رشوه‌هایی که برای بستن قراردادهای کارهای عمومی داده می‌شد،  و polis یونانی به معنای "شهر" اشاره دارد؛ بنابراین، می‌توان «رشوه‌شهر» ترجمه‌اش نمود.